# Aeroporto de Sokcho
O Aeroporto de Sokcho (IATA: SHO, ICAO: RKND) é um aeroporto localizado em Sokcho, uma cidade da província de Gangwon, na Coreia do Sul. O aeroporto possui uma pista 05/23.